# Francoforum
Le Francoforum est un institut d’études linguistiques associé à l'université Memorial de Terre-Neuve et géré par le conseil territorial de Saint-Pierre-et-Miquelon. Il est particulièrement destiné à des étudiants venus du Canada et des États-Unis désireux d'approfondir la langue et de s'immerger dans la culture française. Il est connu pour accueillir depuis 2001 le Frecker Program, un cursus d'immersion en français créé en 1973 dans l'archipel. 
L'originalité de cette structure consiste à proposer plusieurs formules d’immersion adaptées non seulement aux étudiants mais aussi à des publics scolaires canadiens (7ème à la 12ème année), adultes en formation continue, et enseignants. Les programmes universitaires sont proposés par l'université Memorial de Terre-Neuve (Frecker Program) et l'université Dalhousie d'Halifax. Un programme de découverte culturelle est proposé aux touristes. 
L'institut propose également des cours de français dans le cadre du Prix du Consulat de France de l'Alliance française d’Halifax et de Moncton. 

## Histoire
Fondé en 1992 et basé à Saint-Pierre, le premier directeur de l'institut fut pendant huit ans l'écrivain Alexis Gloaguen. Un lien partenarial est établi avec le département des langues, littératures et cultures modernes de l'université Memorial de Terre-Neuve, proche de l'archipel. 

## Philatélie
Un timbre-poste de Saint-Pierre-et-Miquelon est paru en 1995 représentant le Francoforum et son architecture contemporaine, avec une valeur faciale de 3,70 francs. 